# Liste der Gedenktafeln und Gedenksteine in Wien/Mariahilf
Diese Liste der Gedenktafeln und Gedenksteine in Wien/Mariahilf enthält die Gedenktafeln im öffentlichen Raum des 6. Wiener Gemeindebezirks Mariahilf. Eine Grundlage dieser Liste ist „Wien Kulturgut“, der digitale Kulturstadtplan der Stadt Wien, daneben das Wien Geschichte Wiki und Archivmeldungen der Rathauskorrespondenz.
Andere Denkmäler sowie Kunstwerke im öffentlichen Raum sind unter Liste der Kunstwerke im öffentlichen Raum in Wien/Mariahilf zu finden.
Erinnerungssteine sind in der Liste der Erinnerungssteine in Wien-Mariahilf angeführt.

## Gedenktafeln
| Foto  |                 | Inschrift | Name | Typ         | Standort                                                  | Beschreibung                                                                               | Metadaten                                                      |
| ----- | --------------- | --- | --- | ----------- | --------------------------------------------------------- | ------------------------------------------------------------------------------------------ | -------------------------------------------------------------- |
| ja    | Datei hochladen | Dr. Victor Adler. Arzt der Notleidenden. Vorkämpfer der Arbeiterklasse. Begründer der österr. Sozialdemokratie. Reichsratsab- geordneter Mitbegründer der Repu- blik Österreich wohnte in diesem Hause von November 1905 bis zu seinem Tode am 11. November 1918. | Dr. Victor Adler – Gedenktafel ID: 94411 viennatouristguide | Gedenktafel | Gumpendorfer Straße 54 (ident mit Blümelgasse 1) Standort | Fritz Cremer, Tafel mit Bronzeporträtrelief (Enthüllung am 24. Juni 1952)                  |                                                                |
| ja    | Datei hochladen | In diesem Hause starb am 10. Dezember 1889 Ludwig Anzengruber | Ludwig Anzengruber – Gedenktafel ID: 94707 viennatouristguide | Gedenktafel | Amerlingstraße 2 / Gumpendorfer Straße 56 Standort        | Emanuel Pendl, Steintafel mit Porträtrelief (Enthüllung am 2. Mai 1897)                    |                                                                |
| ja    | Datei hochladen | Der weisen Voraussicht und erfolgreichen Tatkraft ihres nimmermüden, langjährigen und hochverdienten Mitgliedes Max Bamberger O. Professor der Anorganischen Chemie * 7. Okt. 1861 † 28. Okt. 1927 verdankt die chemisch-technische Fakultät der technischen Hochschule Wien Ihre durch Angliederung dieses Institutsgebäudes ermöglichte zeitgemässe Entwicklung und bauliche Ausgestaltung | Max Bamberger – Gedenktafel HERIS-ID: 13386 Objekt-ID: 9565 | Gedenktafel | Getreidemarkt 9 Standort                                  | Steintafel                                                                                 | Standort: Hauseingang der ehem. Geniedirektion                 |
| ja    | Datei hochladen | Cavaliere Luigi Barbasetti * 21.2.1859 Cividale † 31.3.1948 Verona 1894–1915 Fechtmeister in Wien gründete 1895 den Union Fecht-Club 1904 Akademie der Fechtkunst Die Akademie der Fechtkunst Österreichs zum hundertjährigen Bestandsjubiläum 2004 | Cavaliere Luigi Barbasetti – Gedenktafel viennatouristguide | Gedenktafel | Hofmühlgasse 15 Standort                                  | Emailtafel (Enthüllung am 3. Dezember 2004)                                                |                                                                |
| ja    | Datei hochladen | Ludwig van Beethoven wohnte im Theater an der Wien 1803 und 1804 Teile seiner Oper, der dritten Symphonie und der Kreutzersonate sind hier entstanden. Fidelio und andere Werke erlebten in diesem Haus ihre Uraufführung | Ludwig van Beethoven – Gedenktafel ID: 94578 viennatouristguide HERIS-ID: 23492 Objekt-ID: 19846 | Gedenktafel | Millöckergasse 1 Standort                                 | Steintafel (um 1960)                                                                       | Standort: Seitlich vom Theater an der Wien                     |
| ja    | Datei hochladen | Ludwig van Beethoven wohnte in diesem Hause von Oktober 1822 bis zum 17. Mai 1823 Wiener Beethoven-Gesellschaft 1972 | Ludwig van Beethoven – Gedenktafel viennatouristguide HERIS-ID: 14296 Objekt-ID: 10528 | Gedenktafel | Laimgrubengasse 22 Standort                               | Steintafel oberhalb des Hauseingangs (1972)                                                |                                                                |
| ja    | Datei hochladen | RALPH BENATZKY 5.6.1884 – 16.10.1957 Komponist und Textdichter zahlreiche Wienerlieder „Ich weiß auf der Wieden“ Chansons „Ich steh' im Regen“ Bühnenwerke zwischen Singspiel, Operette und Musical „Meine Schwester und ich“ Uraufführungen am Theater an der Wien: „Axel an der Himmelstüre“ 1.9.1936 „Majestät privat“ 18.12.1937 | Ralph Benatzky – Gedenktafel ID: 94580 viennatouristguide HERIS-ID: 23492 Objekt-ID: 19846 | Gedenktafel | Linke Wienzeile 6 Standort                                | Steintafel (Enthüllung am 6. Oktober 1997)                                                 |                                                                |
| ja    | Datei hochladen | In diesem Haus lebte der Lyriker und Dramatiker Richard Billinger von 1923–1933 Er schuf hier die Werke Das Perchtenspiel, Rosse und Rauhnacht | Richard Billinger – Gedenktafel viennatouristguide HERIS-ID: 13192 Objekt-ID: 9360 | Gedenktafel | Münzwardeingasse 2 Standort                               | Steintafel                                                                                 |                                                                |
| ja    | Datei hochladen | Marietta Blau (1894–1970) maturierte 1914 an dieser Schule. Als Kernphysikerin war sie bahnbrechend in der Entwicklung der fotografischen Methode der Teilchenregistrierung. Mit dieser Technik gelang die Entdeckung der „Zertrümmerungssterne“. Blau musste 1938 Österreich verlassen. | Marietta Blau – Gedenktafel ID: 94582 viennatouristguide | Gedenktafel | Rahlgasse 4 Standort                                      | Metalltafel (Enthüllung am 8. November 2004)                                               |                                                                |
| ja    | Datei hochladen | Reinhold Duschka versteckte die jüdische Chemikerin Dr. Regina Steinig und ihre elfjährige Tochter Lucia in seiner Werkstätte in der Mollardgasse 85a. Er gewährte ihnen während des Zweiten Weltkriegs vier Jahre Schutz vor Verfolgung und Deportation. Er besorgte für die beiden Versteckten Nahrung und Kleidung und beschaffte Lehrbücher für Lucia. Er wusste, dass er sich damit in Todesgefahr brachte. Reinholf Duschka ist einer von 88 österreichischen „Gerechten unter den Völkern“, ein in Israel eingeführter Ehrentitel für nichtjüdische Personen, die unter national- sozialistischer Herrschaft ihr Leben dafür einsetzten, Juden vor der Ermordung zu retten. Erinnern für die Zukunft Bezirksvertretung Mariahilf 2012                    | Reinhold Duschka – Gedenktafel HERIS-ID: 13370 Objekt-ID: 9549 | Gedenktafel | Mollardgasse 85a Standort                                 | Emailtafel (Enthüllung am 8. April 2013)                                                   | Standort: Jubiläumswerkstättenhof                              |
| ja    | Datei hochladen | „Die Summe der in der Welt vorhandenen Massen und Energien ist konstant“ Die Stadt Wien benannte diese Wohnhausanlage im Gedenken an Albert Einstein 1879–1955 den Wandler des physikalischen Weltbildes | Albert Einstein – Gedenktafel viennatouristguide HERIS-ID: 5068 Objekt-ID: 930 Wiener Wohnen: 105 | Gedenktafel | Mollardgasse 32 Standort                                  | Steintafel im Eingangsflur zum Einsteinhof (1955)                                          | Standort: Einstein-Hof                                         |
| ja    | Datei hochladen | Hier stand das Geburtshaus der grossen Tänzerin Fanny Elssler geb. 23. VI. 1810 gest. 27. XI. 1884 Gestiftet vom Wiener Bildungswerk Zweigstelle Mariahilf 2. XII. 1934 | Fanny Elssler – Gedenktafel ID: 94584 | Gedenktafel | Hofmühlgasse 17 Standort                                  | Steintafel (Enthüllung am 2. Dezember 1934)                                                |                                                                |
| ja    | Datei hochladen | In diesem Hause wohnte der Lyriker und Erzähler EDMUND FINKE von 1948 bis 1968 Ihrem Ehrenmitglied die Josef Weinheber-Gesellschaft | Edmund Finke – Gedenktafel ID: 94585 | Gedenktafel | Dürergasse 15 Standort                                    | Steintafel für den Schriftsteller Edmund Finke (1888–1968) (um 1982)                       |                                                                |
| ja    | Datei hochladen | Emilie Flöge * 30.8.1974 - † 26.5.1952 Modeschöpferin, war an der Propagierung des „Reformkleides“ – das ohne Korsett getragen wurden – maßgeblich beteiligt. Sie eröffnet in diesem Haus 1904 ihren Modesalon „Schwestern Flöge“, den sie 1938 zu schließen gezwungen war. Er war von Gustav Klimt und Kolo Moser gestaltet worden. | Emilie Flöge – Gedenktafel ID: 94587 viennatouristguide | Gedenktafel | Mariahilfer Straße 1b Standort                            | Emailtafel (Enthüllung am 9. Jänner 2008)                                                  |                                                                |
| ja BW | Datei hochladen | Zur Erinnerung an UZZI FÖRSTER 2.3.1930-22.6.1995 Legendärer Jazzmusiker Lautmaler und Sprachspieler Im Jahr 1977 gründete er hier das Jazz-Café Einhorn | Uzzi Förster – Gedenktafel ID: 97686 | Gedenktafel | Dürergasse 2 / Joanelligasse 7 Standort                   | Emailtafel (2009)                                                                          | Standort: Jazz-Café Einhorn                                    |
| ja    | Datei hochladen | Geburtshaus der Zwillingsbrüder Hans und Leo Frank akad. Maler u. Graphiker geb. 13. Mai 1884 | Hans und Leo Frank – Gedenktafel ID: 94591 viennatouristguide | Gedenktafel | Hirschengasse 6 Standort                                  | Steintafel für Hans (1884–1948) und Leo Frank (1884–1956) (Enthüllung am 22. Oktober 1979) |                                                                |
| ja    | Datei hochladen | Hans Fraungruber 1863–1933 der bedeutende steirische Volksdichter wirkte an dieser Stätte als Lehrer 1909–1917 Gewidmet vom Verband deutscher Landsmannschaften Österreichs. 1935 | Hans Fraungruber – Gedenktafel ID: 94593 viennatouristguide HERIS-ID: 24043 Objekt-ID: 20416 | Gedenktafel | Rahlgasse 2 / Gumpendorfer Straße 4 Standort              | Metalltafel (1935)                                                                         |                                                                |
| ja    | Datei hochladen | Marie Geistinger * 26.7.1836 † 29.9.1903 Schauspielerin, Sängerin und Direktorin des Theaters an der Wien Marie Geistinger leitet zwischen 1869 und 1875 zusammen mit Maximilian Steiner das Theater an der Wien. Die vielseitige und beliebte Künstlerin geht als „Königin der Operette“ in die Theatergeschichte Wiens ein. | Marie Geistinger – Gedenktafel ID: 94596 viennatouristguide HERIS-ID: 23492 Objekt-ID: 19846 | Gedenktafel | Millöckergasse 1 Standort                                 | Steintafel (Enthüllung am 21. Juni 2007)                                                   | Standort: Theater an der Wien, rechts neben dem Papagenotor    |
| ja    | Datei hochladen | In diesem Hause lebte und wirkte der geniale Bahnbrecher des modernen Zitherspieles JOSEF HAUSTEIN geboren am 25. August 1849 gestorben am 21. August 1926 Gewidmet vom Wiener Zitherklub „JOSEF HAUSTEIN“ im Jahre 1932 | Josef Haustein – Gedenktafel ID: 94691 viennatouristguide | Gedenktafel | Esterhazygasse 18a Standort                               | Steintafel (1932)                                                                          |                                                                |
| ja    | Datei hochladen | Joseph Haydn In dieser Kirche wurde der Leichnam des Unsterblichen am 1.Juni 1809 eingesegnet Wiener Schubertbund 1932 | Joseph Haydn – Gedenktafel ID: 94692 viennatouristguide HERIS-ID: 23494 Objekt-ID: 19848 | Gedenktafel | Gumpendorfer Straße 109 / Kurt Pint-Platz Standort        | Robert Ullmann, Steintafel mit Bronze-Porträtrelief (Enthüllung am 30. März 1932)          | Standort: An der Gumpendorfer Pfarrkirche „Zum Hl. Ägydius“    |
| ja    | Datei hochladen | GERTRUD HERZOG-HAUSER * 15.06.1894, Wien † 09.10.1953, Wien Altphilologin und Pädagogin 1932 als 1. Österreicherin habilitiert in klassischer Philologie Schülerin, Lehrerin und Direktorin am Mädchengymnasium Rahlgasse 1939–1946 Vertreibung Nach 1946 war eine Rückkehr als Schuldirektorin nicht möglich. Aus antisemitischen Gründen wurde ihr eine Universitätsprofessur verwehrt. 2009 | Gertrud Herzog-Hauser – Gedenktafel Vulgo: Dr. Gertrud Hauser – Gedenktafel ID: 94693 viennatouristguide HERIS-ID: 24043 Objekt-ID: 20416                                                                | Gedenktafel | Rahlgasse 4 Standort                                      | Metalltafel (Enthüllung am 12. November 2009)                                              | Standort: Schule                                               |
| ja    | Datei hochladen | "DIE RAHLGASSE" wurde 1892 als erstes Mädchengymnasium Österreichs durch den unermüdlichen Einsatz von MARIANNE HAINISCH - Vorkämpferin für die Frauenrechte - nach 22-jährigem Kampf gegründet. Von hier aus nahm die höhere Mädchenbildung in Österreich ihren Ausgang. - 1998 - | Marianne Hainisch – Gedenktafel ID: 94694 viennatouristguide HERIS-ID: 24043 Objekt-ID: 20416 | Gedenktafel | Rahlgasse 4 Standort                                      | Metalltafel (1998)                                                                         | Standort: Schule                                               |
| ja    | Datei hochladen | In diesem Haus wohnte von 1954–1975 Arch. Prof. Clemens Holzmeister | Clemens Holzmeister – Gedenktafel viennatouristguide HERIS-ID: 12532 Objekt-ID: 8673 | Gedenktafel | Esterházygasse 10 Standort                                | Steintafel                                                                                 |                                                                |
| ja    | Datei hochladen | In diesem Haus lebte in den Jahren 1919/20 in der Emigration der ukrainische Historiker und Staatsmann Mychajlo Hruschewskyj Präsident der ukrainischen Volksrepublik | Mychajlo Hruschewskyj – Gedenktafel ID: 94695 | Gedenktafel | Köstlergasse 10 Standort                                  | Metalltafel (ca. 1997)                                                                     |                                                                |
| ja    | Datei hochladen | Kardinal Dr. Franz König Geboren am 3. August 1905 in Warth bei Rabenstein Gestorben am 13. März 2004 in Wien Erzbischof von Wien von 1956 bis 1985 Kardinal König war ein Mann des Gebets Ein Mann des geduldigen Dialogs ein Brückenbauer zwischen Kulturen Religionen Weltanschauungen Seine letzten Lebensjahre verbrachte er bei den Barmherzigen Schwestern in Gumpendorf im eigenen Selbstverständnis als fallweiser Aushilfskaplan | Franz Kardinal König – Gedenktafel | Gedenktafel | Gumpendorfer Straße 109 / Kurt Pint-Platz Standort        | Marmortafel (Enthüllung am 13. März 2015)                                                  | Standort: An der Gumpendorfer Pfarrkirche „Zum hl. Ägydius“    |
| ja    | Datei hochladen | In diesem Haus lebte und arbeitete der Komponist Erich Wolfgang Korngold (1897–1957) in den Jahren 1909–1924. Hier schuf er sein bekanntestes Werk ›Die tote Stadt‹. Verein der Freunde • Jüdisches Museum Wien • 2007 | Erich Wolfgang Korngold – Gedenktafel ID: 94696 viennatouristguide | Gedenktafel | Theobaldgasse 7 Standort                                  | Metalltafel (2007)                                                                         |                                                                |
| ja    | Datei hochladen | An dieser Stelle stand das Geburtshaus des Dichters und Publizisten Ferdinand Kürnberger 1821–1879. Von Zeit zu Zeit seh’ ich die Alte gern. „Siegelringe“ 1959 Bezirksvorstehung Mariahilf Mariahilfer Heimatmuseum | Ferdinand Kürnberger – Gedenktafel ID: 94697 viennatouristguide | Gedenktafel | Kaunitzgasse 35 Standort                                  | Steintafel (1959)                                                                          |                                                                |
| ja    | Datei hochladen | Lina Loos * 09.10.1882 - † 6.6.1950 Schauspielerin, Feuilletonistin und Schriftstellerin Lina Loos verkehrte regelmäßig im Café Casa Piccola, welches in diesem Haus von ihren Eltern geführt wurde. Nach einer kurzen Ehe mit dem Architekten Adolf Loos feierte sie als angesehene Schauspielerin an vielen Wiener Theatern große Erfolge. „Man muss nur den Mut haben, alles auf die Spitze zu treiben. Wer ausweicht, weicht sich selbst aus, und wer sich selbst ausweicht, der findet sich nicht.“ (Lina Loos) | Lina Loos – Gedenktafel ID: 94589 viennatouristguide | Gedenktafel | Mariahilfer Straße 1b Standort                            | Emailtafel (Enthüllung am 9. Jänner 2008)                                                  |                                                                |
| ja    | Datei hochladen | Josef Madersperger Erfinder der Nähmaschine geb. in Kufstein 6.X.1768 – 3.IX.1850 gest. in Wien | Josef Madersperger – Gedenktafel ID: 94698 viennatouristguide | Gedenktafel | Gumpendorfer Straße 130 Standort                          | Metalltafel mit Porträtrelief                                                              | Standort: Mechatroniker-Ausbildungs-Zentrum Wien               |
| ja    | Datei hochladen | An dieser Stelle stand das Haus in welchem der Klassiker d. Wiener Operette und Wohltäter der Musiker KARL MILLÖCKER am 29. April 1842 geboren wurde. Errichtet im Juni 1937 v. Karl Millöckerbund, Musikerring, Ufa-Film Wien, Klub der alten Wiener Kapellm. Union | Karl Millöcker – Gedenktafel Vulgo: Carl Millöcker – Gedenktafel ID: 94702 viennatouristguide | Gedenktafel | Gumpendorfer Straße 17 Standort                           | Steintafel (1937)                                                                          |                                                                |
| ja    | Datei hochladen | Peter Mitterhofer Erfinder der Schreibmaschine 20.IX.1822 27.VIII.1893 zu Partschins in Tirol | Peter Mitterhofer – Gedenktafel ID: 94700 viennatouristguide | Gedenktafel | Gumpendorfer Straße 130 Standort                          | Mario Petrucci, Metalltafel mit Porträtrelief                                              | Standort: Mechatroniker-Ausbildungs-Zentrum Wien               |
| ja    | Datei hochladen | Professor Hans Neroth Kapellmeister u. Komponist in Würdigung seines künstlerischen Schaffens gewidmet Bezirksvorstehung Mariahilf | Hans Neroth - Gedenkstein ID: 106391 | Gedenkstein | Gumpendorferstraße 11 / Lehargasse Standort               | Stein                                                                                      |                                                                |
| ja    | Datei hochladen | Dem Andenken des vaterländischen Dichters Dr. Franz Isidor Proschko, der am 6. Februar 1891 in diesem Hause gestorben ist. | Franz Isidor Proschko – Gedenktafel ID: 94701 viennatouristguide | Gedenktafel | Kopernikusgasse 12 Standort                               | Steintafel (1911)                                                                          |                                                                |
| ja    | Datei hochladen | Diese Stiegenanlage wurde 1870 errichtet und benannt nach dem Maler Carl Rahl 1812 – 1865 Renoviert von der Stadt Wien in den Jahren 1985/86 | Carl Rahl – Gedenktafel viennatouristguide HERIS-ID: 13368 Objekt-ID: 9547 | Gedenktafel | Rahlstiege Standort                                       | Steintafel am Stiegenplateau                                                               |                                                                |
| ja    | Datei hochladen | In diesem Hause wurde Ferdinand Raimund Volksdichter und Schauspieler am 1. Juni 1790 geboren Errichtet 1872 | Ferdinand Raimund – Gedenktafel viennatouristguide HERIS-ID: 13364 Objekt-ID: 9542 | Gedenktafel | Mariahilfer Straße 45 Standort                            | Stadt-Steinmetzmeister Heinrich Zwölfer, Marmortafel (Enthüllung am 18. Dezember 1872)     | Standort: Raimundhaus                                          |
| ja    | Datei hochladen | Josef Ressel Erfinder der Schiffsschraube geboren in Chrudim 20.VI.1793 – 10.X.1857 in Triest gestorben | Josef Ressel – Gedenktafel ID: 94699 viennatouristguide | Gedenktafel | Gumpendorfer Straße 130 / Gfrornergasse 7 Standort        | Metalltafel mit Porträtrelief                                                              | Standort: Mechatroniker-Ausbildungs-Zentrum Wien               |
| ja    | Datei hochladen | In diesem Hause wurde Ferdinand von Saar am 30.9.1833 geboren † 24.7.1906 Bezirksvorstehung Mariahilf Heimatmuseum Mariahilf | Ferdinand von Saar – Gedenktafel viennatouristguide | Gedenktafel | Getreidemarkt 3 Standort                                  | Steintafel                                                                                 |                                                                |
| ja    | Datei hochladen | Friedrich Schlögl Schriftsteller wohnte in diesem Hause durch 40 Jahre und starb daselbst im 71. Lebensjahre 1892 Übertragen auf den Neubau i. J. 1928 | Friedrich Schlögl – Gedenktafel ID: 94703 viennatouristguide | Gedenktafel | Fillgradergasse 4 Standort                                | Emanuel Pendl, Steintafel mit Porträtrelief und Bronzeblattwerk (1892)                     |                                                                |
| ja    | Datei hochladen | Wohn- und Sterbehaus der großen österreichischen Architekten und Erbauer des Wiener Hofoperntheaters Eduard van der Nüll geb. 9.1.1812 gest. 3.IV.1868 August Siccard von Siccardsburg geb. 6.XII.1813 gest. 11.VI.1868 Bezirksvorstehung Mariahilf Mariahilfer Heimatmuseum 1957 | Siccardsburg-und-van der Nüll – Gedenktafel viennatouristguide | Gedenktafel | Schadekgasse 4 Standort                                   | Steintafel (1957)                                                                          |                                                                |
| ja    | Datei hochladen | In diesem Theater lebte und wirkte Direktor Maximilian Steiner geb. 27.8.1830 in Ofen (Buda) gest. 29.5.1880 in Baden/Wien Er war von 1862 bis 1880 Wegbereiter der goldenen Ära der Wiener Operette und brachte das österreichische Volksstück zu einem neuen Höhepunkt unter zahlreichen Uraufführungen: 5.4.1874: Johann Strauss „Die Fledermaus“ 5.11.1870 Ludwig Anzengruber „Der Pfarrer von Kirchfeld“ Wiener Städtische 1992 | Maximilian Steiner – Gedenktafel ID: 94704 viennatouristguide HERIS-ID: 23492 Objekt-ID: 19846 | Gedenktafel | Millöckergasse 8 Standort                                 | Steintafel (1992)                                                                          | Standort: Papgenotor des Theaters an der Wien                  |
| ja    | Datei hochladen | An dieser Stelle stand das Hanswursthaus genannt nach seinem Besitzer (1725) Josef Anton Stranitzky der erste Wiener Hanswurst Bezirksvorstehung Mariahilf 1958 Mariahilfer Heimatmuseum | Josef Anton Stranitzky – Gedenktafel viennatouristguide HERIS-ID: 5068 Objekt-ID: 930 Wiener Wohnen: 105                                                                                                 | Gedenktafel | Mollardgasse 30 Standort                                  | Steintafel (1958)                                                                          | Standort: Einstein-Hof                                         |
| ja    | Datei hochladen | An dieser Stelle stand das Haus, in dem am 20. August 1827 Josef Strauss (1827–1870) geboren wurde. In 17 Jahren schuf er über 280 Tanzkompositionen und leitete mit seinen Brüdern Johann und Eduard die Strauss-Kapelle. Eine Initiative des Wiener Instituts für Strauss-Forschung gefördert 2007 von der Stadt Wien | Josef Strauss – Gedenktafel ID: 94706 viennatouristguide | Gedenktafel | Mariahilferstraße 71a Standort                            | Steintafel (2007)                                                                          |                                                                |
| ja BW | Datei hochladen | In diesem Hause starb der Dichter und Schriftsteller Fritz Stüber-Gunther am 16. Sept. 1922 Zentralausschuß für Heimatforschung Wien XII. | Fritz Stüber-Gunther – Gedenktafel ID: 97255 | Gedenktafel | Wallgasse 28 Standort                                     | Steintafel                                                                                 |                                                                |
| ja    | Datei hochladen | Hier wurde am 13.11.1922 der Schauspieler Oskar Werner geboren gewidmet von ISSAS Akademie für Kunst-Therapie | Oskar Werner – Gedenktafel viennatouristguide | Gedenktafel | Marchettigasse 1a Standort                                | Steintafel                                                                                 |                                                                |
| ja    | Datei hochladen | In diesem Hause starb am 30. Jänner 1907 Dr. Ing. Carl Wurmb Schöpfer der neuen österreichischen Alpenbahnen. | Carl Wurmb – Gedenktafel | Gedenktafel | Lehargasse 3a Standort                                    | Steintafel                                                                                 |                                                                |
| ja    | Datei hochladen | Im Jahre 1937 hat an dieser Anstalt der österreichische Computerpionier Dr. Heinz Zemanek Konstrukteur des "Mailüfterls", die Reifeprüfung abgelegt. Österr. Verband für Elektrotechnik | Heinz Zemanek – Gedenktafel ID: 97687 | Gedenktafel | Marchettigasse 3 Standort                                 | Steintafel (Jänner 1991)                                                                   | Standort: BRG Marchettigasse                                   |
| ja    | Datei hochladen | Johanna Prangl Stiftungshaus Dieses Haus befindet sich im Eigentum der Johanna Prangl’schen Wohltätigkeitsstiftung. Die Stifterin, Johanna Prangl, war bis zu ihrem Tod 1886 Eigentümerin des Gebäudes. Sie bestimmte, dass der Erlös ihres Stiftungsvermögens für wohltätige Zwecke in Mariahilf verwendet werden soll. Dieses Vermächtnis ist noch bis in die Gegenwart wirksam. | Pranglstiftungs-Gedenktafel | Gedenktafel | Gumpendorfer Straße 64 Standort                           | Emailtafel (2013)                                                                          |                                                                |
| ja    | Datei hochladen | Hier stand bis zum 10. November 1938 eine Synagoge. Der nach Plänen des Architekten Max Fleischer 1884 für den Tempelverein der Bezirke Mariahilf und Neubau errichtete Bau wurde in der Pogromnacht 1938 zerstört und der Grund in der Folge enteignet. Erst 1952 erfolgte die endgültige Rückstellung an die Israelitische Kultusgemeinde. 1976 wurde das Grundstück von der Gemeinde Wien erworben. Die jüdische Bevölkerung des Bezirkes wurde in der Nazizeit in die Emigration gerieben oder kam in den Vernichtungslagern um. Viele Nachbarn sahen zu, wenige zeigten Mitgefühl. Einzelne halfen und versteckten Verfolgte als „U-Boote“, sie werden jüdischerseits als „Gerechte“ geehrt. Israelitische Kultusgemeinde Wien Bezirksvertretung Mariahilf | Synagoge Schmalzhofgasse – Gedenktafel ID: 94709 | Gedenktafel | Loquaiplatz 5 Standort                                    | Emailtafel (2010)                                                                          | Standort: Pensionisten-Wohnhaus (Vorderseite)                  |
| ja    | Datei hochladen | DIESE HISTORISCHE TÜRKENKUGEL WURDE BEI DER ZWEITEN TÜRKENBELAGERUNG WIEN´S 1683 GEGEN DAS AN DIESER STELLE BEFINDLICHE HAUS ABGEFEUERT. Errichtet durch die Heimat Österreich Siedlungsgesellschaft m.b.H. 1969 | Türkenkugel aus der Zeit der Zweiten Wiener Türkenbelagerung 1683. Bei der heute zu sehenden „Türkenkugel“ handelt es sich um eine Nachbildung, da das Original entwendet worden ist. viennatouristguide | Gedenktafel | Linke Wienzeile 172 (Ecke Morizgasse 2) Standort          | Steintafel (1969)                                                                          |                                                                |
| ja    | Datei hochladen | An dieser Stelle befanden sich das Gebetshaus des „Israelitischen Tempel- und Schulvereins“, auch „Stumper-Schul“ genannt, der „Kranken-Unterstützungs-Frauen-Verein für den 6. und 7. Bezirk“ sowie der jüdische Sozialverein „Chewra Kadisha – Bikur Chaulim“. Diese Einrichtungen wurden nach dem erzwungen „Anschluss“ Österreichs an NS-Deutschland aufgelöst und das Bethaus während NS-Pogromnacht 1938 9. 10. November 1938 zerstört. Bezirksvertretung Mariahilf 2010 | Vereinssynagoge Stumpergasse – Gedenktafel | Gedenktafel | Schmalzhofgasse 23 Standort                               | Emailtafel (2010)                                                                          | Standort: Am Eck des Hauses Schmalzhofgasse 23/Stumpergasse 42 |
| ja    | Datei hochladen | Im Haus Loquaiplatz 9 war während der NS-Zeit ein Büro des "Feldkriegsgerichts der Division 177" untergebracht. Die hier gefällten Urteile erwiesen sich als Unrecht, wurden aufgehoben und zu Unrecht Verurteilte rehabilitiert. Erinnern für die Zukunft Bezirksvertretung Mariahilf 2013 | Verfolgte der NS-Militärjustiz in Wien | Gedenktafel | Loquaiplatz 9 Standort                                    | Emailtafel (2013)                                                                          | Standort: Am Eck des Hauses Loquaiplatz 9/Königsegggasse 10    |

## Ehemalige Gedenktafeln
| Foto |                 | Inschrift | Name                                             | Typ         | Standort                   | Beschreibung           | Metadaten                                   |
| ---- | --------------- | --- | ------------------------------------------------ | ----------- | -------------------------- | ---------------------- | ------------------------------------------- |
| ja   | Datei hochladen | Hier stand der nach Plänen von Architekt Max Fleischer 1884 errichtete Tempel. Er wurde am 10. November 1938 von den Nationalsozialisten in der Reichskristallnacht zerstört. Israelitische Kultusgemeinde Wien Kulturforum Mariahilf | Synagoge Schmalzhofgasse – Gedenktafel ID: 94708 | Gedenktafel | Schmalzhofgasse 3 Standort | Steintafel (1984–2010) | Standort: Pensionisten-Wohnhaus (Rückseite) |